# Paolo Giacometti
Paolo Giacometti (Novi Ligure, 19 marzo 1816 – Gazzuolo, 31 agosto 1882) è stato un drammaturgo italiano.
Giacometti ha legato il suo nome alla città di Genova, città nella quale si trasferì in tenera età, dopo la morte del padre, avvenuta nel 1817.

## Gli inizi
Frequentò il Collegio Reale iscrivendosi poi all'università per dedicarsi agli studi giuridici.

All'età di diciannove anni compose Rosilde, dramma in versi in quattro atti.
Il successo dell'opera, rappresentata a Genova, lo indusse ad abbandonare l'ufficio del Causidico presso cui aveva trovato lavoro per dedicarsi interamente al teatro.
Dopo aver composto due commedie - Il poeta e la ballerina e Quattro donne in una casa - con l'intento di descrivere la vita eroica del navigatore, si dedicò all'opera intitolata a Cristoforo Colombo.

## Il periodo del patriottismo
Queste opere cominciano a farlo conoscere anche fuori dal mondo teatrale genovese. Le sue opere vengono rappresentate a Torino, Palermo, Lucca, Firenze, Roma, Venezia, consentendogli di entrare in contatto con letterati dell'epoca, quali Niccolini, Paravia, Brofferio, Prati.
Divenuto noto in tutta Italia, compone altre opere: Un poema e una cambiale, Fieschi e Fregoso, Per mia madre cieca, Le tre classi della società, Camilla Faà di Casale, Carlo II Stuart, Paolo da Novi, La benefattrice, L'amico di tutti, I misteri dei morti.
Affascinato dagli eventi politici del tempo, è proprio nel pieno del periodo risorgimentale che Giacometti scrive più alacremente. Sono di questo periodo: Cola di Rienzo e la serie di drammi politico-sociali Le metamorfosi politiche, La moglie dell'esule, Inclinazioni e voti, Il milionario e l'artista, Gli educatori del popolo, Nobili, cittadini e plebei, Il villaggio e la città, Il patrimonio dell'orfana, La dama in seconde nozze.
La sua opera migliore, La morte civile (1861), atto d'accusa contro l'indissolubilità del matrimonio, suscitò l'entusiasmo di Émile Zola e, per anni, costituì un saggio in cui si cimentarono alcuni dei maggiori attori tragici italiani.

## La svolta personale
Nel 1849 succede ad Alberto Nota come commediografo della Regia Compagnia Sarda di Torino. Ma la separazione dalla moglie infedele getta il drammaturgo in un periodo di profonda crisi.
Risalgono a questo periodo le sue due opere più famose: il dramma La colpa vendica la colpa, Inclinazione e voti e La morte civile.
Quest'ultima opera è fortemente influenzata dall'esperienza coniugale e tratta del tema del divorzio in maniera anticlericale: un ergastolano, evaso dal carcere, si suicida, pur di non costituire un ostacolo alla moglie e alla figlia che, nel frattempo, si sono rifatte una nuova vita. La Morte civile ha un notevole successo e diviene cavallo di battaglia di attori dell'epoca, quali Ermete Zacconi e Novelli.
Nel 1854, viene chiamato a Gazzuolo, vicino a Mantova, per risollevare le sorti di una compagnia teatrale locale in crisi. Qui scrive il Torquato Tasso e conosce la sua futura seconda moglie.

## Gli ultimi anni

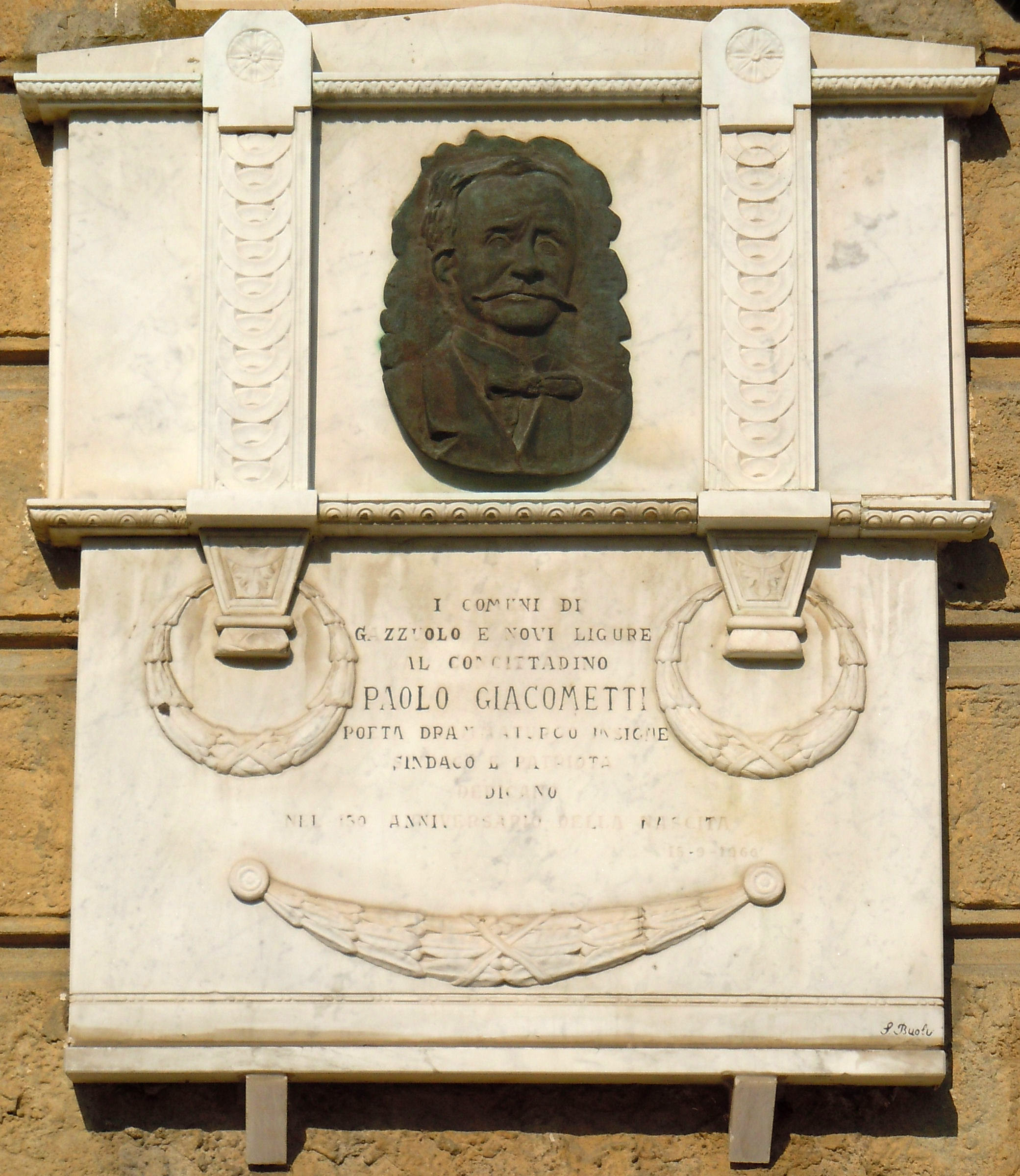
Gazzuolo, lapide a ricordo

Nel 1878, invecchiato precocemente e sofferente nel fisico, Giacometti torna a stabilirsi nella città natale, dove trascorre un periodo tranquillo e scrive tra l'altro La lettera anonima.
Nel 1882, torna a Gazzuolo, per rivedere il borgo in cui aveva trascorso momenti felici. Vi muore il 31 agosto dello stesso anno. È sepolto a Genova (che gli ha dedicato una via), nel cimitero monumentale di Staglieno.
Nel complesso, ha scritto 120 lavori teatrali, alcuni dei quali ancora inediti.

## Opere di Paolo Giacometti
(elenco parziale)
- Rosilde
- Il poeta e la ballerina
- Quattro donne in una casa
- La morte di Cristoforo Colombo
- Un poema e una cambiale
- Fieschi e Fregoso
- Per mia madre cieca
- Le tre classi della società
- Camilla Faà di Casale
- Carlo II Stuart
- Paolo da Novi
- La benefattrice
- L'amico di tutti
- I misteri dei morti
- Cola di Rienzo
- Le metamorfosi politiche
- La moglie dell'esule
- Inclinazioni e voti
- Il milionario e l'artista
- Gli educatori del popolo
- Nobili, cittadini e plebei
- Il villaggio e la città
- Il patrimonio dell'orfana
- La donna in seconde nozze
- La morte civile
- La colpa vendica la colpa
- Torquato Tasso
- Maria Antonietta regina di Francia
- La lettera anonima
- La famiglia Lercari